# Đặc khu kinh tế Rason

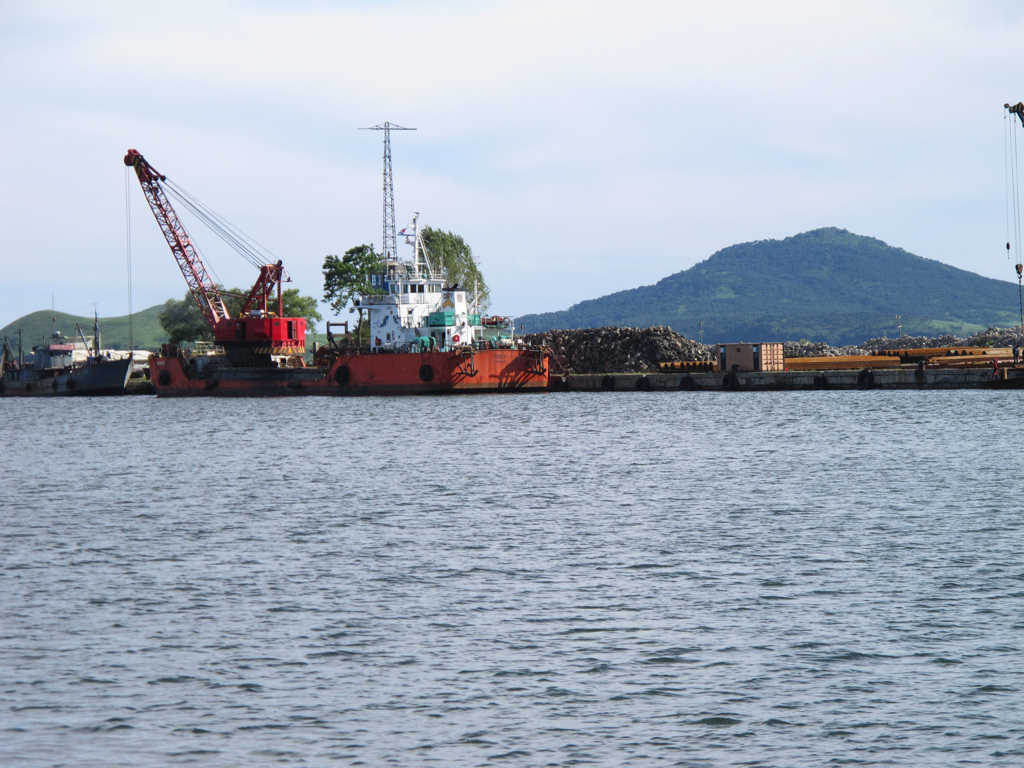
Hải cảng Rason có ưu điểm ở Đông Bắc Á vì không bị đóng băng vào mùa đông

Đặc khu kinh tế Rason (tiếng Triều Tiên: 라진선봉 경제특구; tiếng Hán: 羅津先鋒經濟特區, Hán Việt: La Tân Tiên Phong kinh tế đặc khu; tiếng Anh: Rason Special Economic Zone), trước đây gọi là Đặc khu kinh tế Rajin-Sonbong, là một Đặc khu kinh tế được chính quyền Bắc Triều Tiên thành lập tại Rason, giáp với Trung Quốc và Nga, vào năm 1991 để thúc đẩy tăng trưởng kinh tế thông qua đầu tư nước ngoài. Nó tương tự như các đặc khu kinh tế của Trung Quốc và những nơi khác, được thành lập để thí điểm kinh tế thị trường trong một khu vực được kiểm soát được chỉ định. Có thể sử dụng ngoại tệ trong khu vực này. Các công ty Trung Quốc và Nga đã đầu tư vào đặc khu kinh tế này, và Mông Cổ đã tham gia vào khoảng năm 2013.
The Rason Special Economic Zone do Ủy ban thúc đẩy hợp tác kinh tế đối ngoại (Committee for Promotion of External Economic Cooperation - CPEEC) quản lý . Các công ty nước ngoài phải được CPEEC chấp nhận để hoạt động trong khu vực này.

## Lịch sử
Khu vực này được thành lập với tên gọi Khu kinh tế và thương mại tự do Rajin vào tháng 12 năm 1991. Nó được mở rộng thành Khu kinh tế và thương mại tự do Rajin-Sonbong vào tháng 9 năm 1993. Kể từ khi thành lập, luật quản lý tình trạng của khu vực này đã được sửa đổi sáu lần, lần sửa đổi gần đây nhất được Đoàn chủ tịch Hội đồng nhân dân tối cao phê duyệt vào ngày 3 tháng 12 năm 2011.
Đến cuối năm 1996, 51 doanh nghiệp nước ngoài đã đầu tư 37,3259 triệu USD vào khu vực này. UNIDO ước tính khoản đầu tư sẽ tăng lên 150 triệu đô la vào cuối năm 1997.
IVào tháng 8 năm 2012, một hội chợ thương mại quốc tế đã được tổ chức, cung cấp cho các nhà đầu tư và nhà báo nước ngoài cái nhìn về công trình đang được tiến hành. Khu vực này được lên kế hoạch trở thành trung tâm sản xuất, du lịch và vận tải. Tuy nhiên, một số nhà phân tích cho rằng đây là một dự án thử nghiệm nền kinh tế tư bản chủ nghĩa hơn là sử dụng nó làm cơ sở để chuyển đổi nền kinh tế của Triều Tiên.
Công ty liên doanh liên Triều đầu tiên tại Đặc khu kinh tế Rason, có tên là Công ty liên doanh Chilbosanmeri, đã được phê duyệt vào năm 2010.
Bloomberg đưa tin rằng giai đoạn phát triển tiếp theo của khu vực này đã được động thổ khởi công vào tháng 6 năm 2011. Tháng 11 năm 2011, công việc xây dựng các đường dây truyền tải điện nhằm đưa điện của Trung Quốc vào trong đặc khu này đã bắt đầu.
Khi Jang Sung-taek bị thanh trừng vào cuối năm 2013, những lời buộc tội chống lại ông bao gồm cáo buộc rằng ông đã "không ngần ngại thực hiện hành vi phản bội vào tháng 5 năm ngoái như bán đất của khu kinh tế và thương mại Rason cho một quốc gia nước ngoài."

## Địa lý

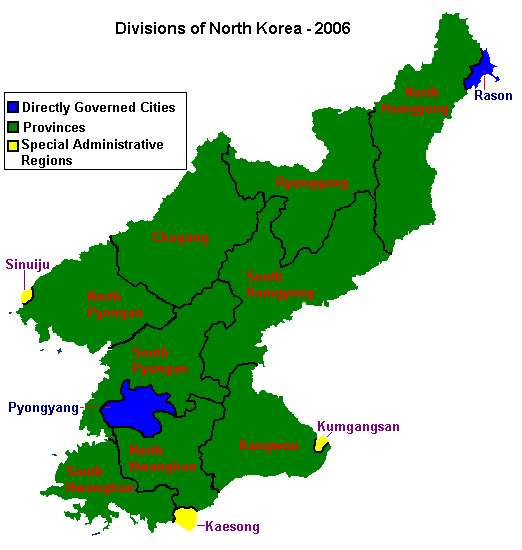
Bản đồ hành chính Triều Tiên

Đặc khu kinh tế Rason rộng 746 km2 (288 sq. mi.) nằm ở phía đông bắc của Triều Tiên. Khu vực này bao gồm điểm cực đông của đất nước. Ranh giới phía đông của khu vực này là Sông Tumen, cũng là biên giới của Bắc Triều Tiên với Trung Quốc và Nga. Rason có cảng cực bắc ở Đông Bắc Á không có băng quanh năm, và do đó cảng này được hai nước láng giềng sử dụng. Khu vực này nằm giữa 42 08'-42 38'B và 130 07'-130 42'Đ.
Theo North Korean Economy Watch, khu vực này được bao quanh bởi hàng rào điện dài 56 kilômét (35 mi).

## Lịch sử luật đặc khu
Từ năm 1993 đến năm 2012, có một luật duy nhất có tên là 'Luật của Cộng hòa Dân chủ Nhân dân Triều Tiên về Khu kinh tế và thương mại Rason', không bao gồm các chi tiết cụ thể về môi trường kinh doanh, khiến các nhà đầu tư nước ngoài có nhiều câu hỏi. Luật Đặc khu kinh tế Rason đầu tiên được ban hành vào năm 1993 bao gồm các chương về Ủy ban cơ bản, nghĩa vụ và quyền hoạt động, Bảo đảm hoạt động kinh tế, Thuế hải quan, Tiền tệ và tài chính, Bảo đảm và đối xử ưu đãi và Giải quyết tranh chấp. Khung cơ bản được tiếp tục cho đến năm 2011, khi có những sửa đổi về Phát triển và quản lý đặc khu, Thành lập doanh nghiệp, Hoạt động kinh tế và thương mại và các ưu đãi và đối xử ưu đãi, cung cấp thêm chi tiết về môi trường cho các công ty có vốn đầu tư nước ngoài. Tuy nhiên, nó vẫn chưa bao gồm tất cả các chi tiết cơ bản bắt buộc đối với các công ty có vốn đầu tư nước ngoài, chẳng hạn như các quy định về lao động, thuế hoặc quản lý tài chính.
Từ năm 2014, Triều Tiên bắt đầu thừa nhận sự cần thiết của một khuôn khổ pháp lý phức tạp và toàn diện hơn. Nó đã thông qua các quy định cụ thể hơn liên quan đến các lĩnh vực pháp lý như Quy định lao động cho doanh nghiệp có vốn đầu tư nước ngoài và Quy định quản lý tài chính của doanh nghiệp có vốn đầu tư nước ngoài. Ngoài ra, các điều lệ về thuế và thành lập và hoạt động của doanh nghiệp đã xuất hiện. Theo luật mới nhất của Đặc khu kinh tế Rason được công bố vào năm 2016, có tổng cộng 16 quy định được đưa vào bộ luật, với ít nhất 3 quy định bổ sung được ban hành
Vào tháng 10 năm 2013 và tháng 5 năm 2014, các hội nghị quốc tế về các đặc khu kinh tế đã diễn ra và khái niệm về nhiều đặc khu kinh tế cấp tỉnh đã được xem xét. Tuy nhiên, từ năm 2019, những khả năng này đã giảm đi, một phần là do lo ngại về ảnh hưởng quá mức của nước ngoài đối với xã hội Triều Tiên.

## Giao thông
Các nhà đầu tư Trung Quốc đã cải tạo một con đường từ Rason đến Trung Quốc, và công nhân đường sắt Nga đã cải tạo tuyến đường sắt từ Rason (nằm trên Tuyến Pyongra) đến Nga, từ đó tiếp tục đến Đường sắt xuyên Siberia.
Có ba cảng trong khu vực: Cảng Rajin (công suất 3 triệu tấn), Cảng Sonbong (công suất 2–3 triệu tấn) và Cảng Chongjin (công suất 8 triệu tấn). Các công ty Trung Quốc vận hành hai cầu tàu tại Cảng Rajin để xuất khẩu than và container. Một công ty Nga vận hành cầu tàu thứ ba.

## Đầu tư
Đến nay, hầu hết các dự án đầu tư của Trung Quốc vào Triều Tiên trong các lĩnh vực giao thông, phát điện và cơ sở hạ tầng đều tập trung ở đặc khu kinh tế Rason nằm ở phía Đông Bắc. Khu Rason có quy mô lớn hơn nhiều so với Kaesong và được xem là nền móng cho các hoạt động đầu tư của Trung Quốc ở Triều Tiên. Trung Quốc đã quyết định đầu tư 3 tỷ USD để phát triển khu kinh tế thương mại ở Đông Bắc Triều Tiên Họ sẽ xây dựng một sân bay, một nhà máy điện và một tuyến đường sắt xuyên biên giới và các cầu cảng ở khu công nghiệp Rason. Đổi lại, Trung Quốc được phép sử dụng cảng Rason trong 50 năm Các nhà đầu tư Trung Quốc đã xây dựng con một con đường từ Rason đến Trung Quốc và Nga đã xây dựng các tuyến đường sắt nối vào tuyến đường sắt xuyên Siberi. Yanbian là một công ty Trung Quốc có đóng góp lớn đối với sự phát triển ở Rason, công ty này đã có mặt ở đây từ cách đây 13 năm, bắt đầu từ việc xây chợ, xây sòng bạc, một bệnh viện, một nhà máy sản xuất bánh mỳ và tòa nhà viễn thông. Hiện tại công ty đang xây một nhà máy xi măng và khai thác hai mỏ sắt